# 马萨诸塞州行政区划
美国的麻薩諸塞州一共有14個縣，其中的8個縣沒有自己的政府，只有5個縣擁有其獨立政府，分別是巴恩斯特布爾縣、布里斯托縣、杜克斯县、诺福克县和普利茅斯縣。而南塔克特郡則擁有一個縣級和市級的混合政府。儘管如此，司法和執法區仍然以縣之間的邊界劃分，且這些縣在地理上仍被視為一個地理實體。
在法律方面，不同縣份的刑事訴訟案件是由不同區域律師負責。在埃塞克斯县，其刑事訴訟案件是由東區區域律師負責；而在密德瑟斯郡，案件則是由北區區域律師負責。中區區域律師負責伍斯特县的案件；海角和海島區區域律師負責杜克斯县、巴恩斯特布爾縣和南塔克特郡的案件；而西北區區域律師則負責富兰克林县和漢普夏郡的案件。伯克夏縣、布里斯托縣、漢登縣、诺福克县、普利茅斯縣和萨福克县則擁有自己的區域律師。
有11個马萨诸塞州縣份已不復存在，而其中的大部份是因其領土被新罕布什尔州或缅因州佔領而消失。马萨诸塞州現存最具歷史的縣份為埃塞克斯县、密德瑟斯郡和萨福克县，它們是於1643年自馬薩諸塞灣殖民地的諾福克縣（马萨诸塞殖民地的諾福克縣跟马萨诸塞州的诺福克县沒有關係）獨立。諾福克縣在後來被新罕布什爾州佔領。當這三個縣成立時，它們仍然屬於马萨诸塞殖民地。相反，最遲成立的縣份是於1812年成立的漢登縣。大部分馬薩諸塞州的縣份取名自英国地名，全因马萨诸塞州在早期是大英帝国的殖民地。
郡鎮（shire town）或县治（county seat）是指擁有縣法院和行政辦公室的城鎮。一個縣可以擁有多個郡鎮。

## 县份列表
美国马萨诸塞州共有14个县。
| 县名           | FIPS | 县治              | 成立年份 | 成立自                                                      | 县名来源                                                   | 县徽 | 人口      | 面积 （Km2） | 位置 |
| 巴恩斯特布尔县 | 001  | 巴恩斯特布尔      | 1685年   | 马萨诸塞灣殖民地的諾福克縣                                  | 县治巴恩斯特布尔，而县治則是取名自英國小鎮巴恩斯特布尔     |      | 215,888   | 1,026        |      |
| 伯克希尔县     | 003  | 皮茨菲尔德        | 1761年   | 汉普希尔县 縣政府於2000年廢除                               | 英国伯克郡                                                 |      | 131,219   | 2,411        |      |
| 布里斯托尔县   | 005  | 汤顿              | 1685年   | 马萨诸塞灣殖民地的諾福克縣                                  | 原本的縣治布里斯托，而該縣治取名自英国布里斯托尔           |      | 548,285   | 1,440        |      |
| 杜克斯县       | 007  | 埃德加敦          | 1695年   | 紐約省的杜克斯縣                                            | 紐約省杜克斯縣，而杜克斯縣則取名自英国约克公爵             |      | 16,535    | 269          |      |
| 埃塞克斯县     | 009  | 塞勒姆 劳伦斯     | 1643年   | 马萨诸塞灣殖民地的諾福克縣 縣政府於1999年廢除               | 英国埃塞克斯郡                                             |      | 743,159   | 1,290        |      |
| 富兰克林县     | 011  | 格林菲尔德        | 1811年   | 汉普希尔县 縣政府於1997年廢除                               | 早期美國科學家、外交家、政治家本杰明·富兰克林              |      | 71,372    | 1,818        |      |
| 汉普登县       | 013  | 斯普林菲尔德      | 1812年   | 汉普希尔县 縣政府於1998年廢除                               | 17世紀英国议员约翰·汉普登                                  |      | 463,490   | 1,601        |      |
| 汉普希尔县     | 015  | 北安普敦          | 1662年   | 马萨诸塞灣殖民地西部未成立行政區域之土地 縣政府於1999年廢除 | 英国汉普郡                                                 |      | 158,080   | 1,370        |      |
| 米德尔塞克斯县 | 017  | 剑桥 洛厄尔       | 1643年   | 马萨诸塞灣殖民地的諾福克縣 縣政府於1997年廢除               | 英国米德爾塞克斯郡                                         |      | 1,503,085 | 2,134        |      |
| 楠塔基特县     | 019  | 楠塔基特          | 1695年   | 紐約省的杜克斯縣                                            | 城鎮楠塔基特，而該城鎮則取名自萬帕諾亞格語中的「和平之地」 |      | 10,172    | 124          |      |
| 诺福克县       | 021  | 戴德姆            | 1793年   | 萨福克县                                                    | 英国诺福克郡                                               |      | 670,850   | 1,036        |      |
| 普利茅斯县     | 023  | 普利茅斯 布罗克顿 | 1685年   | 马萨诸塞灣殖民地的諾福克縣                                  | 縣治普利茅斯，而縣治則取名自英国港口普利茅斯               |      | 494,919   | 1,712        |      |
| 萨福克县       | 025  | 波士顿            | 1643年   | 马萨诸塞灣殖民地的諾福克縣 縣政府於1999年廢除               | 英国萨福克郡                                               |      | 722,023   | 150          |      |
| 伍斯特县       | 027  | 伍斯特 菲奇堡     | 1731年   | 汉普希尔县、米德尔塞克斯县和萨福克县 縣政府於1998年廢除     | 縣治伍斯特，而縣治則取名自英国伍斯特和英國內戰伍斯特戰役   |      | 798,552   | 3,919        |      |

## 曾有過的縣
| 縣名           | 成立年份 | 廢除年份 | 廢除原因                                                                     |
| -------------- | -------- | -------- | ---------------------------------------------------------------------------- |
| 坎伯蘭縣       | 1760年   | 1820年   | 割予緬因州                                                                   |
| 德文縣         | 1674年   | 1675年   | 直接廢除                                                                     |
| 漢考克縣       | 1789年   | 1820年   | 割予緬因州                                                                   |
| 肯纳贝克县     | 1799年   | 1820年   | 割予緬因州                                                                   |
| 林肯縣         | 1760年   | 1820年   | 割予緬因州                                                                   |
| 諾福克縣       | 1643年   | 1679年   | 直接廢除；大部份領土遭割予新罕布什爾州                                       |
| 牛津縣         | 1805年   | 1820年   | 割予緬因州                                                                   |
| 佩諾布斯科特縣 | 1816年   | 1820年   | 割予緬因州                                                                   |
| 薩默塞特縣     | 1809年   | 1820年   | 割予緬因州                                                                   |
| 華盛頓縣       | 1789年   | 1820年   | 割予緬因州                                                                   |
| 約克縣         | 1652年   | 1820年   | 割予緬因州；曾在在1664年至1668年及1680年至1691年期間兩度遭廢除，但又重新設立 |